# Calospila
Genre
Calospila est un genre de lépidoptères (papillons) de la famille des Riodinidae.

## Dénomination
Le nom Calospila leur a été donné par Carl Geyer en 1832.

## Liste des espèces
- Calospila antonii Brévignon, 1995;  présent en Guyane.
- Calospila apotheta (Bates, 1868);  présent en Guyane, en Guyana,  au Surinam, en Colombie et au Brésil.
- Calospila asteria (Stichel, 1911); présent au Costa Rica et en Colombie.
- Calospila byzeres (Hewitson, 1872); présent au Brésil.
- Calospila candace (Druce, 1904); présent au Brésil.
- Calospila cerealis (Hewitson, [1863]); présent au Brésil.
- Calospila cilissa (Hewitson, [1863]); présent au Nicaragua, Honduras et en Colombie.
- Calospila cuprea (Butler, 1867); présent au Brésil.
- Calospila emylius (Cramer, 1775); présent en Guyane, en Guyana,  au Surinam,  à Trinité-et-Tobago, en Bolivie, au Brésil et au Pérou.
- Calospila fannia (Godman, 1903); présent en Guyana.
- Calospila gallardi Brévignon, 1995;  présent en Guyane
- Calospila gyges (Stichel, 1911); présent en Guyane et au Pérou.
- Calospila hemileuca (Bates, 1868)); présent à Panama, au Costa Rica,en Colombie, en  Équateur et au Brésil.
- Calospila idmon (Godman & Salvin, 1889); à Panama.
- Calospila irene (Westwood, 1851); présent au Brésil.
- Calospila latona (Hewitson, 1853); présent au Venezuela et au Brésil.
- Calospila lucetia (Hübner, 1821); présent au Brésil.
- Calospila lucianus (Fabricius, 1793); présent au Venezuela, au Costa Rica, à Trinité-et-Tobago, au Surinam et en Colombie.
- Calospila maeon (Godman, 1903); en Colombie.
- Calospila maeonoides (Godman, 1903); en Guyana.
- Calospila martialis (C. & R. Felder, 1865);  au Surinam.
- Calospila parthaon (Dalman, 1823); présent au Brésil.
- Calospila pelarge (Godman & Salvin, 1878); présent au Mexique, à Panama et au Guatemala.
- Calospila pirene (Godman, 1903); présent au Pérou.
- Calospila rhesa (Hewitson, [1858]); présent au Brésil.
- Calospila rhodope (Hewitson, 1853); présent en Guyane, en Guyana, au Surinam,  à Trinité-et-Tobago, au Brésil, en  Équateur et au Pérou.
- Calospila satyroides (Lathy, 1932); présent en Guyana.
- Calospila siaka (Hewitson, [1858]); présent au Brésil.
- Calospila simplaris (Stichel, 1911); présent au Brésil.
- Calospila thara (Hewitson, [1858]); présent en Guyane, en Guyana,  au Surinam, au Brésil, en  Équateur et au Pérou.
- Calospila urichi (May, 1972); à Trinité-et-Tobago
- Calospila zeanger (Stoll, [1790]); présent en Guyane, en Guyana,  au Surinam et  à Trinité-et-Tobago

### Source
- (en) Calospila sur funet